# ستيفن هايوود
ستيفن هايوود (بالإنجليزية: Stephen Heywood)‏ هو مهندس معماري أمريكي، ولد في 13 أبريل 1969، وتوفي في 26 نوفمبر 2006 بسبب تصلب جانبي ضموري.